# Angelo River
La rivière Angelo (Angelo River) est une rivière longue de 202 km, coulant dans la région de Pilbara en Australie-Occidentale.

## Géographie
Elle prend sa source à 922 m d'altitude, sur le versant ouest de la chaîne Ophtalmia et coule vers le sud avant de tourner vers l'est près de la chaîne Kundering et passe près d'Angelo River et Angelo River prospect, un gisement d'uranium puis se jette enfin dans l’Ashburton River dont elle est un affluent.

## Affluents
La rivière a six affluents dont Indabiddy Creek, Bukardi Creek et Kennedy Creek.

## Étymologie
La rivière a reçu son nom en 1887 par Robert McPhee, qui faisait de la prospection dans la région à l'époque. Il a nommé la rivière d'après le colonel Angelo Fox qui était le représentant du gouvernement à Roebourne avant de devenir surintendant de l’île Rottnest.
Les Aborigènes, les peuples Ngarlawongga et Banjima, ont conservé des chansons du Temps du rêve attribuant l'origine  du goanna Varanus cookii à la rivière. De même, le python à tête noire est censé avoir été créé dans l’Indabiddy Creek.